# Henry E. Huntington
Henry Edwards Huntington  (Oneonta, Otsego megye, New York, 1850. február 27. – Philadelphia, 1927. május 23.) amerikai vasútmágnás, műgyűjtő és ritka könyvek gyűjtője volt. Huntington Los Angelesben telepedett le, ahol a Pacific Electric Railway, valamint jelentős ingatlanérdekeltségei voltak. Amellett, hogy üzletember és műgyűjtő volt, Huntington a 19. század végén és a 20. század elején Los Angeles egyik fő támogatója volt. Kaliforniában számos helyet neveztek el róla.